# Tom Wopat
Thomas Steven "Tom" Wopat (từ sinh 9 tháng 9 1951) là một diễn viên và diễn viên tấu hài người Mỹ.

## Tiểu sử
Wopat sinh ra Thomas Steven Wopat trong Lodi, Wisconsin trên 9 tháng 9 năm 1951.